# Alberto II de Brandeburgo
Alberto II, margrave de Brandeburgo (h. 1177 - 25 de febrero de 1220) fue un miembro de la Casa de Ascania. Fue un margrave de Brandeburgo desde 1205 hasta su muerte en 1220.

## Biografía
Alberto II fue el hijo más joven de Otón I y su segunda esposa, Ada o Adela de Holanda y un nieto de Alberto el Oso, considerado el fundador del margraviato de Brandeburgo en 1157. Su padre Otón I promocionó y dirigió la fundación del asentamiento alemán en la zona, que había sido predominantemente eslavo hasta el siglo XII.

### Conde de Arneburg
Alberto II era, de 1184 en adelante, conde de Arneburg en la Altmark. La Altmark pertenecía a Brandeburgo, y su hermano mayor Otón II de Brandeburgo pretendieron que esto implicaba que los ascanios eran propietarios de Arneburg.
Alberto participó en la Tercera cruzada (1189-1192). Después de su regreso, estuvo temporalmente preso en 1194 por Otón por razones que no constan. Estuvo presente en el encuentro inaugural de los Caballeros teutones en 1198 en Acre.

### Margrave de Brandeburgo
Alberto II heredó el margraviato en 1205, después de la muerte de su hermano mayor Otón II.
En la disputa sobre la corona imperial entre las casas de Hohenstaufen y Welf a principios del siglo XIII, Alberto inicialmente apoyó al rey Hohenstaufen Felipe de Suabia, como Otón antes que él. Después del asesinato de Felipe en 1208, sin embargo, cambió de lado, debido a que el emperador Otón IV le había ayudado a asegurar su margraviato frente a los daneses, y había confirmado la propiedad ascania de Brandeburgo en una escritura de 1212.
Durante este período, Alberto II tuvo una larga disputa con el arzobispo Alberto I de Magdeburgo. También tuvo un papel importante en la disputa del diezmo de Brandeburgo.
Alberto II definitivamente aseguró las regiones de Teltow, Prignitz y partes del Uckermark para el margraviato de Brandeburgo, pero perdió Pomerania en favor de la Casa del Grifo.

### Fallecimiento y sucesión
Alberto II murió en 1220. En aquella época, sus dos hijos eran aún menores de edad. Inicialmente, el arzobispo Alberto I de Magdeburgo actuó como regente. En 1221, sin embargo, la viuda de Alberto, la condesa Matilde, asumió la regencia. Después de su muerte en 1225, los hermanos fueron declarados oficialmente mayores de edad y comenzaron a regir el margraviato conjuntamente.

## Legado
Stephan Warnatsch describe a los hijos de Otón I de la siguiente manera:
Continuaron el impulso de territorialización que había sido iniciado [por su padre] y, desde finales del siglo XII, conforme fue fortaleciéndose la afluencia de colonos, y, consecuentemente, más gente estuvo disponible para desarrollar el territorio, comenzó a expandirse en las zonas de Ruppin, y en particular, Barnim y Teltow. Más aún, la región del Oder y la Uckermark meridional también fueron objetivos de la expansión ascania. En todas estas zonas, los ascanios entraron en conflicto con los príncipes competidores locales.

## Matrimonio y descendencia
En 1205, Alberto se casó con Matilde de Groitzsch (1185–1225), hija del conde Conrado II de Lusacia, un miembro de la Casa de Wettin, y su esposa Isabel, de la dinastía piasta polaca. Tuvieron cuatro hijos:
- Juan I (h. 1213 - 4 de abril de 1266)
- Otón III "el Pío" (1215 - 9 de octubre de 1267)
- Matilde (m. 10 de junio de 1261), casada en 1228 con el duque Otón I "el Niño" de Brunswick-Luneburgo (1204–1252), un miembro de la Casa de Welf
- Isabel (1207 - 19 de noviembre de 1231),[2] se casó en 1228 con el landgrave Enrique Raspe de Turingia (1201–1247)

## Antepasados
|  |                                        |  |  |  |  |  |  |  |  |  |  |  |  |  |  |  |
|  | 16. Adalberto II de Ballenstedt        |  |  |  |  |  |  |  |  |  |  |  |  |  |  |  |
|  |                                        |  |  |  |  |  |  |  |  |  |  |  |  |  |  |  |
|  |                                        |  |  |  |  |  |  |  |  |  |  |  |  |  |  |  |
|  | 8. Otón de Ballenstedt                 |  |  |  |  |  |  |  |  |  |  |  |  |  |  |  |
|  |                                        |  |  |  |  |  |  |  |  |  |  |  |  |  |  |  |
|  |                                        |  |  |  |  |  |  |  |  |  |  |  |  |  |  |  |
|  | 17. Adelaida de Meissen                |  |  |  |  |  |  |  |  |  |  |  |  |  |  |  |
|  |                                        |  |  |  |  |  |  |  |  |  |  |  |  |  |  |  |
|  |                                        |  |  |  |  |  |  |  |  |  |  |  |  |  |  |  |
|  | 4. Alberto el Oso                      |  |  |  |  |  |  |  |  |  |  |  |  |  |  |  |
|  |                                        |  |  |  |  |  |  |  |  |  |  |  |  |  |  |  |
|  |                                        |  |  |  |  |  |  |  |  |  |  |  |  |  |  |  |
|  | 18. Magnus de Sajonia                  |  |  |  |  |  |  |  |  |  |  |  |  |  |  |  |
|  |                                        |  |  |  |  |  |  |  |  |  |  |  |  |  |  |  |
|  |                                        |  |  |  |  |  |  |  |  |  |  |  |  |  |  |  |
|  | 9. Eilika de Sajonia                   |  |  |  |  |  |  |  |  |  |  |  |  |  |  |  |
|  |                                        |  |  |  |  |  |  |  |  |  |  |  |  |  |  |  |
|  |                                        |  |  |  |  |  |  |  |  |  |  |  |  |  |  |  |
|  | 19. Sofía de Hungría                   |  |  |  |  |  |  |  |  |  |  |  |  |  |  |  |
|  |                                        |  |  |  |  |  |  |  |  |  |  |  |  |  |  |  |
|  |                                        |  |  |  |  |  |  |  |  |  |  |  |  |  |  |  |
|  | 2. Otón I de Brandeburgo               |  |  |  |  |  |  |  |  |  |  |  |  |  |  |  |
|  |                                        |  |  |  |  |  |  |  |  |  |  |  |  |  |  |  |
|  |                                        |  |  |  |  |  |  |  |  |  |  |  |  |  |  |  |
|  | 20. Meginardo IV de Formbach           |  |  |  |  |  |  |  |  |  |  |  |  |  |  |  |
|  |                                        |  |  |  |  |  |  |  |  |  |  |  |  |  |  |  |
|  |                                        |  |  |  |  |  |  |  |  |  |  |  |  |  |  |  |
|  | 10. Germán I de Winzenburg             |  |  |  |  |  |  |  |  |  |  |  |  |  |  |  |
|  |                                        |  |  |  |  |  |  |  |  |  |  |  |  |  |  |  |
|  |                                        |  |  |  |  |  |  |  |  |  |  |  |  |  |  |  |
|  | 21. Matilde de Reinhausen              |  |  |  |  |  |  |  |  |  |  |  |  |  |  |  |
|  |                                        |  |  |  |  |  |  |  |  |  |  |  |  |  |  |  |
|  |                                        |  |  |  |  |  |  |  |  |  |  |  |  |  |  |  |
|  | 5. Sofía de Winzenburg                 |  |  |  |  |  |  |  |  |  |  |  |  |  |  |  |
|  |                                        |  |  |  |  |  |  |  |  |  |  |  |  |  |  |  |
|  |                                        |  |  |  |  |  |  |  |  |  |  |  |  |  |  |  |
|  | 11. Una condesa de Everstein           |  |  |  |  |  |  |  |  |  |  |  |  |  |  |  |
|  |                                        |  |  |  |  |  |  |  |  |  |  |  |  |  |  |  |
|  |                                        |  |  |  |  |  |  |  |  |  |  |  |  |  |  |  |
|  | 1. Alberto II, margrave de Brandeburgo |  |  |  |  |  |  |  |  |  |  |  |  |  |  |  |
|  |                                        |  |  |  |  |  |  |  |  |  |  |  |  |  |  |  |
|  |                                        |  |  |  |  |  |  |  |  |  |  |  |  |  |  |  |
|  | 24. Florencio II de Holanda            |  |  |  |  |  |  |  |  |  |  |  |  |  |  |  |
|  |                                        |  |  |  |  |  |  |  |  |  |  |  |  |  |  |  |
|  |                                        |  |  |  |  |  |  |  |  |  |  |  |  |  |  |  |
|  | 12. Teodorico VI de Holanda            |  |  |  |  |  |  |  |  |  |  |  |  |  |  |  |
|  |                                        |  |  |  |  |  |  |  |  |  |  |  |  |  |  |  |
|  |                                        |  |  |  |  |  |  |  |  |  |  |  |  |  |  |  |
|  | 25. Petronila de Lorena                |  |  |  |  |  |  |  |  |  |  |  |  |  |  |  |
|  |                                        |  |  |  |  |  |  |  |  |  |  |  |  |  |  |  |
|  |                                        |  |  |  |  |  |  |  |  |  |  |  |  |  |  |  |
|  | 6. Florencio III de Holanda            |  |  |  |  |  |  |  |  |  |  |  |  |  |  |  |
|  |                                        |  |  |  |  |  |  |  |  |  |  |  |  |  |  |  |
|  |                                        |  |  |  |  |  |  |  |  |  |  |  |  |  |  |  |
|  | 26. Otón I de Salm                     |  |  |  |  |  |  |  |  |  |  |  |  |  |  |  |
|  |                                        |  |  |  |  |  |  |  |  |  |  |  |  |  |  |  |
|  |                                        |  |  |  |  |  |  |  |  |  |  |  |  |  |  |  |
|  | 13. Sofía de Rheineck                  |  |  |  |  |  |  |  |  |  |  |  |  |  |  |  |
|  |                                        |  |  |  |  |  |  |  |  |  |  |  |  |  |  |  |
|  |                                        |  |  |  |  |  |  |  |  |  |  |  |  |  |  |  |
|  | 27. Gertrudis de Northeim              |  |  |  |  |  |  |  |  |  |  |  |  |  |  |  |
|  |                                        |  |  |  |  |  |  |  |  |  |  |  |  |  |  |  |
|  |                                        |  |  |  |  |  |  |  |  |  |  |  |  |  |  |  |
|  | 3. Ada o Adelaida de Holanda           |  |  |  |  |  |  |  |  |  |  |  |  |  |  |  |
|  |                                        |  |  |  |  |  |  |  |  |  |  |  |  |  |  |  |
|  |                                        |  |  |  |  |  |  |  |  |  |  |  |  |  |  |  |
|  | 28. David I de Escocia                 |  |  |  |  |  |  |  |  |  |  |  |  |  |  |  |
|  |                                        |  |  |  |  |  |  |  |  |  |  |  |  |  |  |  |
|  |                                        |  |  |  |  |  |  |  |  |  |  |  |  |  |  |  |
|  | 14. Enrique de Escocia                 |  |  |  |  |  |  |  |  |  |  |  |  |  |  |  |
|  |                                        |  |  |  |  |  |  |  |  |  |  |  |  |  |  |  |
|  |                                        |  |  |  |  |  |  |  |  |  |  |  |  |  |  |  |
|  | 29. Matilde de Senlis                  |  |  |  |  |  |  |  |  |  |  |  |  |  |  |  |
|  |                                        |  |  |  |  |  |  |  |  |  |  |  |  |  |  |  |
|  |                                        |  |  |  |  |  |  |  |  |  |  |  |  |  |  |  |
|  | 7. Ada de Huntingdon                   |  |  |  |  |  |  |  |  |  |  |  |  |  |  |  |
|  |                                        |  |  |  |  |  |  |  |  |  |  |  |  |  |  |  |
|  |                                        |  |  |  |  |  |  |  |  |  |  |  |  |  |  |  |
|  | 30. Guillermo II de Warenne            |  |  |  |  |  |  |  |  |  |  |  |  |  |  |  |
|  |                                        |  |  |  |  |  |  |  |  |  |  |  |  |  |  |  |
|  |                                        |  |  |  |  |  |  |  |  |  |  |  |  |  |  |  |
|  | 15. Ada de Warenne                     |  |  |  |  |  |  |  |  |  |  |  |  |  |  |  |
|  |                                        |  |  |  |  |  |  |  |  |  |  |  |  |  |  |  |
|  |                                        |  |  |  |  |  |  |  |  |  |  |  |  |  |  |  |
|  | 31. Isabel de Vermandois               |  |  |  |  |  |  |  |  |  |  |  |  |  |  |  |
|  |                                        |  |  |  |  |  |  |  |  |  |  |  |  |  |  |  |
|  |                                        |  |  |  |  |  |  |  |  |  |  |  |  |  |  |  |